# Cerethmus naiquatanus
Cerethmus naiquatanus är en mångfotingart som beskrevs av Chamberlin 1941. Cerethmus naiquatanus ingår i släktet Cerethmus och familjen Ballophilidae.
Artens utbredningsområde är Venezuela. Inga underarter finns listade i Catalogue of Life.